# Megachile bidentis
Megachile bidentis là một loài Hymenoptera trong họ Megachilidae. Loài này được Cockerell mô tả khoa học năm 1896.

## Hình ảnh

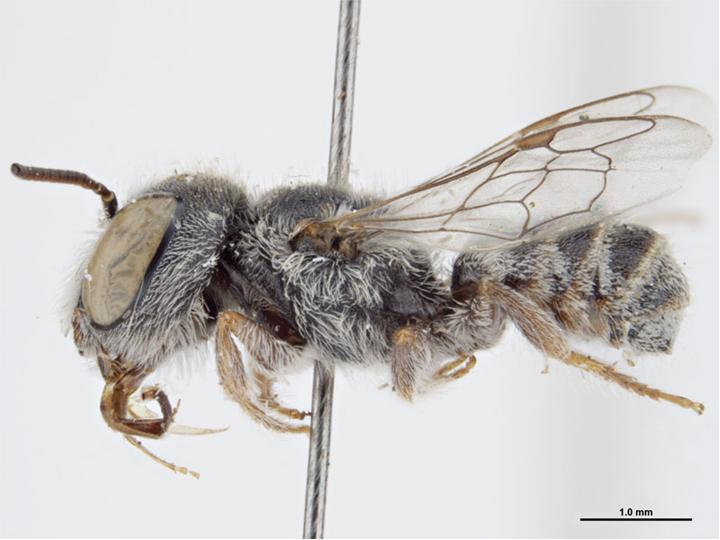